# Ecuación de Chaplygin
En la  dinámica de gases, la ecuación de Chaplygin, llamada así por Sergei Alekseevich Chaplygin (1902), es una ecuación en derivadas parciales útil en el estudio del flujo  transónico . Es
{\displaystyle {\frac {\partial ^{2}\Phi }{\partial \theta ^{2}}}+{\frac {v^{2}}{1-{\frac {v^{2}}{c^{2}}}}}{\frac {\partial ^{2}\Phi }{\partial v^{2}}}+v{\frac {\partial \Phi }{\partial v}}=0.}
donde {\displaystyle c=c(v)} es la velocidad del sonido determinada por la ecuación de estado del fluido y la conservación de la energía.

## Derivación
Para el flujo potencial bidimensional, las ecuaciones de continuidad y las  ecuaciones de Euler, de hecho, es la  ecuación compresible de Bernoulli debido a la  irrotacionalidad, en coordenadas cartesianas {\displaystyle (x,y)} que involucra las variables velocidad de fluido {\displaystyle (v_{x},v_{y})}, la  entalpía específica {\displaystyle h} y la densidad {\displaystyle \rho } son:
{\displaystyle {\begin{aligned}{\frac {\partial }{\partial x}}(\rho v_{x})+{\frac {\partial }{\partial y}}(\rho v_{y})&=0,\\h+{\frac {1}{2}}v^{2}&=h_{o}.\end{aligned}}}
con la ecuación de estado {\displaystyle \rho =\rho (s,h)} actuando como tercera ecuación. 
donde
- {\displaystyle h_{o}} es la entalpía de estancamiento,
- {\displaystyle v^{2}=v_{x}^{2}+v_{y}^{2}} es la magnitud del vector de velocidad y
- {\displaystyle s} es la entropía.

Para el flujo isoentrópico, la densidad puede expresarse como una función sólo de la entalpía, que a su vez, usando la ecuación de Bernoulli, puede escribirse como {\displaystyle \rho =\rho (v)}.
Dado que el flujo es irrotacional, existe un potencial de velocidad {\displaystyle \phi } y su diferencial es {\displaystyle d\phi =v_{x}dx+v_{y}dy}. En lugar de tratar {\displaystyle v_{x}=v_{x}(x,y)} y  {\displaystyle v_{y}=v_{y}(x,y)} como variables dependientes, usamos una transformación de coordenadas de tal manera {\displaystyle x=x(v_{x},v_{y})} and {\displaystyle y=y(v_{x},v_{y})} se convierten en nuevas variables dependientes. De manera similar, el potencial de velocidad es reemplazado por una nueva función, la Transformada de Legendre
{\displaystyle \Phi =xv_{x}+yv_{y}-\phi }
tal que su diferencial es {\displaystyle d\Phi =xdv_{x}+ydv_{y}}, por lo tanto
{\displaystyle x={\frac {\partial \Phi }{\partial v_{x}}},\quad y={\frac {\partial \Phi }{\partial v_{y}}}.}
Introduciendo otra transformación de coordenadas para las variables de  {\displaystyle (v_{x},v_{y})} a {\displaystyle (v,\theta )} de acuerdo con la relación {\displaystyle v_{x}=v\cos \theta } y {\displaystyle v_{y}=v\sin \theta }, donde {\displaystyle v} es la magnitud del vector de velocidad y {\displaystyle \theta } es el ángulo que el vector de velocidad hace con el {\displaystyle v_{x}}-axis, las variables dependientes se convierten en
{\displaystyle {\begin{aligned}x&=\cos \theta {\frac {\partial \Phi }{\partial v}}-{\frac {\sin \theta }{v}}{\frac {\partial \Phi }{\partial \theta }},\\y&=\sin \theta {\frac {\partial \Phi }{\partial v}}+{\frac {\cos \theta }{v}}{\frac {\partial \Phi }{\partial \theta }},\\\phi &=-\Phi +v{\frac {\partial \Phi }{\partial v}}.\end{aligned}}}
La ecuación de continuidad en las nuevas coordenadas se convierte en: 
{\displaystyle {\frac {d(\rho v)}{dv}}\left({\frac {\partial \Phi }{\partial v}}+{\frac {1}{v}}{\frac {\partial ^{2}\Phi }{\partial \theta ^{2}}}\right)+\rho v{\frac {\partial ^{2}\Phi }{\partial v^{2}}}=0.}
Para un flujo isentrópico tal que {\displaystyle dh=\rho ^{-1}c^{2}d\rho } donde {\displaystyle c} es la velocidad del sonido. Usando la ecuación de Bernoulli se tiene:
{\displaystyle {\frac {d(\rho v)}{dv}}=\rho \left(1-{\frac {v^{2}}{c^{2}}}\right)}
donde {\displaystyle c=c(v)}. Por lo tanto, tenemos
{\displaystyle {\frac {\partial ^{2}\Phi }{\partial \theta ^{2}}}+{\frac {v^{2}}{1-{\frac {v^{2}}{c^{2}}}}}{\frac {\partial ^{2}\Phi }{\partial v^{2}}}+v{\frac {\partial \Phi }{\partial v}}=0.}